# Sherman Alexie
Sherman Joseph Alexie Jr. (Wellpinit, 7 ottobre 1966) è uno scrittore, poeta e sceneggiatore statunitense particolarmente legato alle tradizioni delle tribù indiane del Nordamerica, che ne hanno caratterizzato l'opera: infatti molti suoi romanzi o sono ambientati all'interno delle riserve dei nativi (ad esempio The Lone Ranger and Tonto Fistfight in Heaven) o presentano occasionali o continue apparizioni della cultura dei pre-colombiani (The Absolutely True Diary of a Part-Time Indian). Attualmente vive a Seattle, nello Stato di Washington.

## Biografia
Nato presso la riserva della comunità indiana di Wellpinit (Stato di Washington), venne al mondo con un idrocefalo - accumulo di liquido cefalico che può danneggiare i tessuti del cervello -, ma sopravvisse senza ritardi mentali. I suoi studi sono stati caratterizzati dalle letture familiari (il suo libro preferito: Furore di John Steinbeck). Frequentando la scuola si distinse per le sue grandi doti: sensibilità e acutezza. Riguardo agli anni degli studi cosiddetti "regolari", ha dichiarato: ero il solo indiano eccetto la mascotte.
Nel 1985 iniziò a frequentare l'Università Gonzaga di Spokane, poi nel 1987 si trasferì nella più prestigiosa Washington State University. Lì scoprì le proprie particolari doti poetiche componendo alcuni versi, successivamente pubblicati dal giornalino universitario. Tuttavia furono anche gli anni dei problemi con l'alcol poi felicemente risolti.
Si è sposato nel 1992 con Diane Tomhave, di origini hidatse, dalla quale ha avuto due figli: Joseph, nato nel 1997, e David, nato nel 2001. 
Alexie è appassionatissimo di basket, ha tifato per i Seattle SuperSonics sino al 2007 ma ora sostiene i Portland Trail Blazers. Quanto alla carriera universitaria, ha tenuto lezioni sullo studio delle etnie delle popolazioni nordamericane nel 2004, nel 2006 e nel 2008 presso la Washington State University e la Seattle University.

### Tematiche, pensiero e riconoscimenti

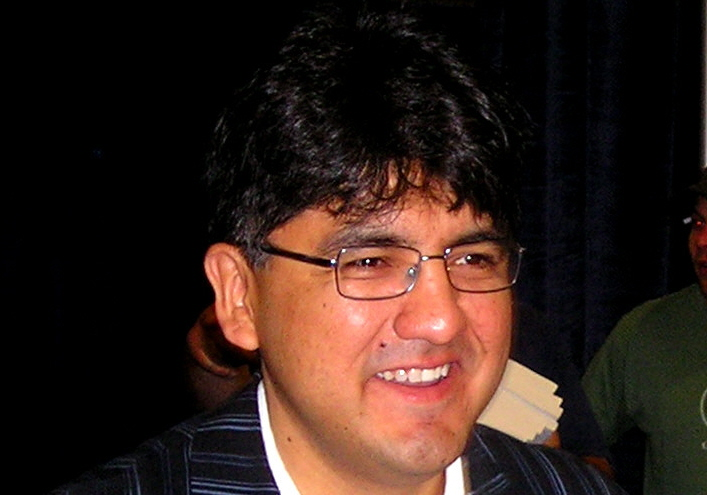

Sherman Alexie è uno degli scrittori più premiati del Nordamerica, citiamo solo alcuni dei premi più prestigiosi che ha vinto: l'American Book Awards nel 1996 per Reservation Blues, il Premio O. Henry - per un racconto di particolare valore - nel 2005, vinto con Ruth Prawer Jhabvala e Elizabeth Stuckey-French, il neonato PEN/Amazon.com Short Story Award nel 2000, lo Shelley Memorial Award - datogli dall'organizzazione letteraria Poetry Society of America - nel 2001 e il Writers Exchange sempre nel 2001. È stato membro dell'Independent Spirit Awards Nominating Committees nel 2000, 2001, 2005 e 2006 e ha lavorato come sceneggiatore presso il Sundance Institute Writers Fellowship Program e l'Independent Feature Films West - oggi abbreviato in Film Independent. Nel 2005 è stato giurato per il Rae Award.
Le sue opere sono ricche di particolari tratti dalla sua esperienza di vita presso i nativi americani. Le più significative short stories sono raccolte in The Best American Short Stories (2004), edito da Lorrie Moore: l'abbondanza dei dettagli, il colore da essi derivato e dato alle storie, la profonda morale e l'esperienza di questi racconti sono stati premiati con il Pushcart Prize.
Ha scritto alcuni articoli, pubblicati dal giornale Ploughshares, nel 2000 e nel 2001. Come romanziere si è distinto soprattutto nel campo dei romanzi d'avventura. L'opera The Absolutely True Diary of a Part-Time Indian (L'assolutamente vero diario di un indiano part-time)  è stata selezionata. per il National Book Award, sezione giovani e sostenuta nel tentativo di vincere il premio dal giornale locale The Seattle Times. È importante dire che i suoi non sono romanzi di formazione, poiché un antico detto indiano, molto simile al medesimo ricorrente in quasi tutte le culture e le etnie - come ha ricordato - dice: chi nasce in un modo, non muore nell'altro.

### Accuse di molestie sessuali
Il 28 febbraio 2018 Alexie ha pubblicato una dichiarazione con cui rispondeva alle accuse di molestie sessuali mosse a suo carico da diverse donne, tra cui l'autrice americana Litsa Dremousis, con la quale ebbe una relazione in passato: nel documento reso pubblico, l'autore pur ammettendo di aver "ferito delle persone, tra cui alcune persone a me molto care" e scusandosene pubblicamente, rifiuta fermamente le accuse di molestie mosse dalla Dremousis, secondo la quale Alexie avrebbe molestato "diverse dozzine di donne". Dremousis, tramite un post sulla propria pagina Facebook successivamente ripreso sulla rivista The Stranger il 1º marzo 2018, ha risposto ad Alexie, confutandone le dichiarazioni. 
Le accuse contro Alexie sono state descritte nel dettaglio in un articolo della NPR pubblicato cinque giorni dopo. In seguito alle accuse, il blog Native Americans in Children's Literature ha cancellato o modificato tutti i riferimenti ad Alexie nel proprio sito e l'American Library Association, che aveva appena assegnato ad Alexie la Medaglia Andrew Carnegie per l'eccellenza nella saggistica per You Don't Have to Say You Love Me: A Memoir, anche in seguito al rifiuto del premio da parte dello scrittore, ha annullato il riconoscimento. Nel marzo 2018 è stato confermato che Alexie avesse declinato il premio. L'American Indian Library Association ha deciso di ritirare anche il premio al Miglior Libro di genere Young Adult assegnatogli nel 2008 per The Absolutely True Diary of a Part-Time Indian, affermando di averlo fatto "per mandare in modo inequivocabile il messaggio che le azioni di Alexie sono inaccettabili".

## Opere

### Poesia
- The Business of Fancydancing (1991)
- I Would Steal Horses (1992)
- Old Shirts and New Skins (1993)
- First Indian on the Moon (1993)
- Seven Mourning Songs For the Cedar Flute I Have Yet to Learn to Play (1993)
- Water Flowing Home (1995)
- The Summer of Black Widows (1996)
- The Man Who Loves Salmon (1998)
- One Stick Song (2000)
- Dangerous Astronomy (2005)

### Prosa: raccolte di racconti, romanzi, memoir
- The Lone Ranger and Tonto Fistfight in Heaven (1993)
  - Lone Ranger fa a pugni in paradiso, traduzione di Maria Teresa Marenco, Milano, Frassinelli, 1995, ISBN 9788876842993
- Reservation Blues (1995)
  - Reservation Blues, traduzione di Francesco Saba Sardi, Milano, Frassinelli, 1996, ISBN 9788876843648
- Indian Killer (1996)
  - Indian Killer, traduzione di Massimo Bocchiola, Milano, Frassinelli, 1997, ISBN 9788876844805
- The Toughest Indian in the World (2000)
  - Salmon Boy, traduzione di Cristiana Ferro, Milano, Frassinelli, 2004, ISBN 9788876847998
- Ten Little Indians (2003)
- Flight (2007)
  - Tentativi di volo, traduzione di Giulia De Biase, Milano, Rizzoli, 2010, ISBN 978-88-17-03816-4
- The Absolutely True Diary of a Part-Time Indian (2007)
  - Diario assolutamente sincero di un indiano part-time, illustrazioni di Ellen Forney, traduzione di Giulia De Biase, Milano, Rizzoli, 2008, ISBN 978-88-17-02617-8
- War Dances (2009)
  - Danze di guerra, traduzione di Laura Gazzarrini, Milano, NN Editore, 2018, ISBN 978-88-99253-76-9
- You Don't Have to Say You Love Me (2017)
  - Non devi dirmi che mi ami, traduzione di Laura Gazzarrini, Milano, NN Editore, 2019, ISBN 9788894938173

## Cinema
- Smoke Signals (1998)
- The Business of Fancydancing (2002)
- 49? (2003)